# Ablemma sternofoveatum
Ablemma sternofoveatum là một loài nhện trong họ Tetrablemmidae.
Loài này thuộc chi Ablemma. Ablemma sternofoveatum được Lehtinen miêu tả năm 1981.